# Poul Hansen Ancher
Poul Hansen Ancher (Östra Hoby, 1630 – Hasle, 28 oktober 1697) was een Deens pastoor en vrijheidsstrijder. In verschillende bronnen komt zijn naam in diverse vormen voor: Poffuell Ancker, Povl Ancker, Povl Hansen Ancher of Povl Hansen Anker.

## Levensloop

### Jeugd
Ancher werd geboren als zoon van pastoor Hans Poulsen Ancher (1628-1655) en Else Olesdatter in Skåne, dat destijds nog Deens grondgebied was. Tussen 1650 en 1654 volgde hij een theologische opleiding aan de Universiteit van Kopenhagen. Het waren vooral jaren van kommer en kwel. De pest kostte aan veel mensen het leven, ook aan geestelijken.
De pest had ook sporen nagelaten op het eiland Bornholm. Van de circa 13.000 inwoners stierven er zo'n 5.000 en veel boerderijen stonden er verlaten bij. Op 16 oktober 1654 overleed Jens Hansen Sode, de pastoor van de parochies Hasle en Rødsker. Ancher werd hierop naar Bornholm gestuurd om daar de parochies over te nemen. Hij vestigde zich op de hoeve Præstegaard, waar zijn voorganger gewoond had. Ook zijn zussen verhuisden naar Bornholm en trouwden ieder met een pastoor van het eiland.

### Huwelijken
Het jaar daarop trouwde hij met de vijftienjarige Karen Jensdatter Sode (1638-1684), de dochter van Jens Hansen Sode. Het gezin kreeg zes kinderen. Na haar dood hertrouwde hij in 1685 met de twintigjarige Lene Nielsdatter (1664-1729). Zij baarde hem nog eens drie kinderen.

### Bornholmse opstand van 1658
De Vrede van Roskilde zorgde ervoor dat Bornholm op 26 februari 1658 in Zweedse handen kwam. Dat bericht bereikte het eiland pas op 20 april en op 29 april kwam de Zweedse gouverneur Johan Printzensköld met zijn manschappen aan in de haven van Sandvig. Na een brief van de Deense koning Frederik III te hebben gekregen waarin verzocht werd om zichzelf van de Zweedse overheersing te ontdoen, werd er bij burgemeester Peder Olsen Hassel een geheime vergadering gehouden waarbij plannen werden beraamd. In december werd Printzensköld vermoord, en de manschappen werden gevangengenomen. Alle betrokkenen, onder wie Poul Ancher, ondertekenden een brief waarin zij het eiland aan de Deense koning teruggaven.
Poul Hansen Ancher werd in 1685 proost over Bornholm.
Ancher stierf op 28 oktober 1697 en werd begraven op het kerkhof van Hasle.

## Nageslacht
Ancher kreeg vijf zonen en vier dochters. Nazaten van Poul Ancher zijn onder anderen Johan Nicolai Madvig, Kristian Zahrtmann en Marie Kofoed.

## Trivia
- Povl Anker is een veerboot van Rederij Færgen A/S, vanaf september 2018 ook in gebruik als reserveveerboot voor Mols-Linien.[7]